# Megarthroglossus jamesoni
Megarthroglossus jamesoni är en loppart som beskrevs av Smit 1953. Megarthroglossus jamesoni ingår i släktet Megarthroglossus och familjen mullvadsloppor. Inga underarter finns listade i Catalogue of Life.